# 常磐津菊三郎
常磐津菊三郎（ときわづ きくさぶろう 1897年2月1日 - 1976年9月27日）は、明治時代から昭和時代にかけて活動した常磐津節三味線方、作曲家。本名は倉井修一。

## 経歴
1897年、東京都港区に生まれる。1907年にワキ語りだった常磐津都太夫に入門して太夫として修業、のち三味線方に転向して1917年に立三味線に昇進した。古典に忠実、堅実な芸風で常磐津節の第一人者として活動したが、一方でレコードへの録音や作曲にも積極的に取り組み、後世に貴重な音源を残した。晩年には常磐津協会会長、顧問を務めている。
1976年9月27日、腸閉塞のため東京都新宿区の自宅で死去。79歳。

## 受章歴
- 1966年 - 紫綬褒章、人間国宝（重要無形文化財）
- 1973年 - 勲四等旭日小綬章

## 作品
- 「菊の盃」
- 「菊の栄」
- 「鴛鴦容姿の正夢（鴛鴦）」：復曲
- 「扇売高尾」：復曲